# Яшина, Ангелина Павловна
Ангелина Павловна Яшина (родилась 17 июня 1999 года) — российская хоккеистка на траве, вратарь казанского клуба «Динамо-Гипронииавиапром» и женской сборной России. Кандидат в мастера спорта России.

## Биография
Воспитанница РСДЮШОР «Динамо-УОР», играла за юниорскую команду Зеленодольска. Выступает с 2017 года за клуб «Динамо-Гипронииавиапром» («Динамо-ГАП»), провела 37 матчей за этот клуб. В молодёжной сборной России (до 21 года) играет с 2017 года, провела 10 матчей. В 2017 году выступала за сборную Татарстана до 18 лет в первенстве России. Лучший вратарь чемпионата России 2018 года.
В сборной России провела 4 игры в 2019 году, дебютировав 16 июня в игре против Мексики (победа 6:0). В мае 2019 года включена в заявку на чемпионат Европы, в рамках которого сыграла два матча против Бельгии (1:4, голов не пропускала) и против Нидерландов (поражение 0:14, пропустила 4 мяча).